# Tříšilinková žlutá

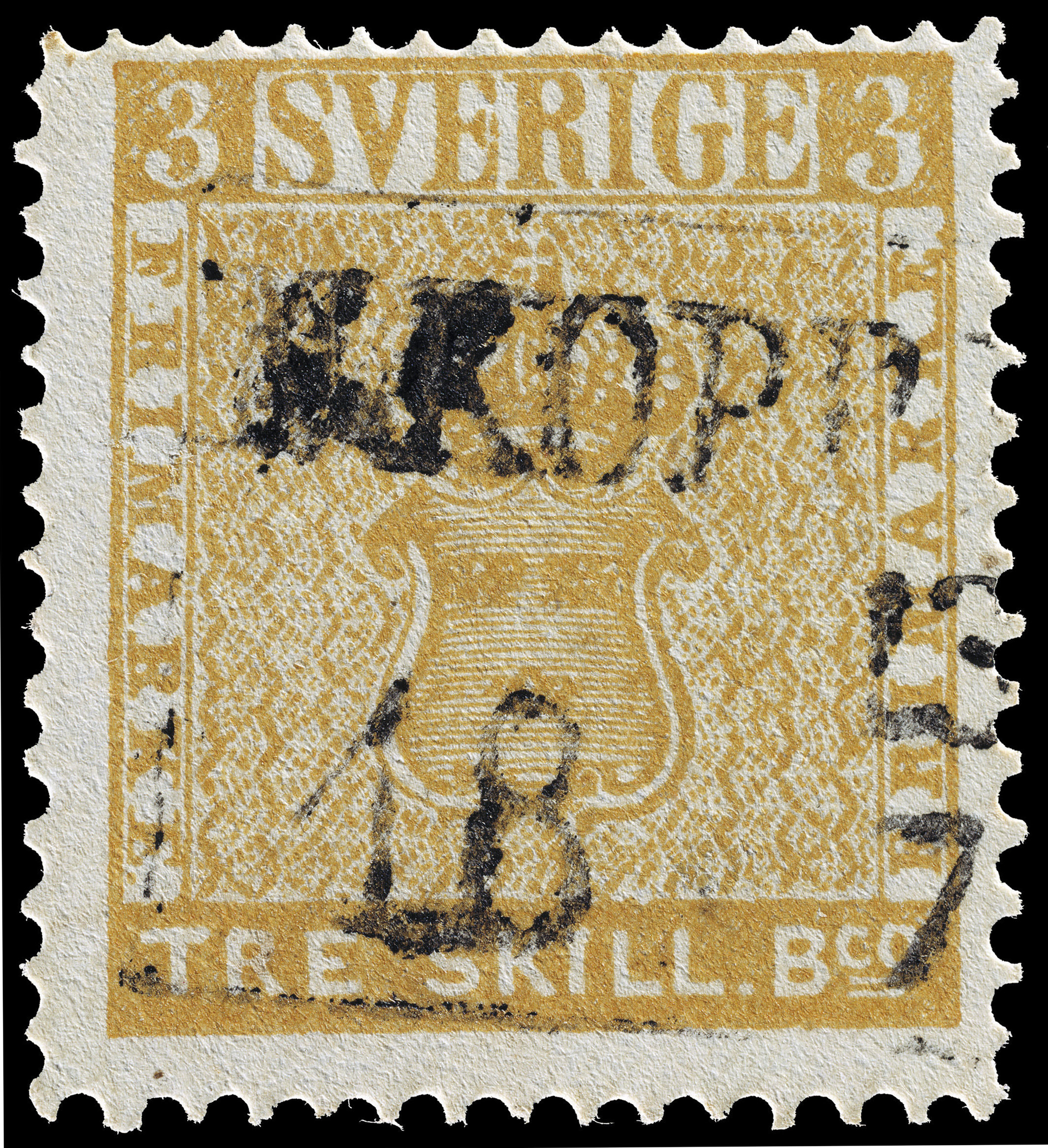
Tříšilinková žlutá

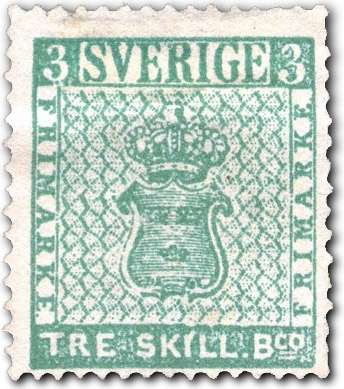
Tříšilinková známka v klasické zelené barvě

Tříšilinková žlutá (anglicky Treskilling Yellow, švédsky Gul tre skilling banco) je švédská poštovní známka vydaná v roce 1855. Jedná se o jeden z nejvzácnějších a nejcennějších filatelistických artefaktů na světě – dosud byl nalezen pouze jediný exemplář tohoto chybotisku. Známka byla orazítkována 13. července 1857 v místě Nya Kopparberget (dnešní Kopparberg), přibližně 150 kilometrů severozápadně od Uppsaly.
Do června 2014 byla nejdražší poštovní známkou světa. V roce 2010 byla vydražena v aukci v Ženevě za více než 2,3 mil. USD, přesná částka ani jména kupců však nebyla zveřejněna. Aukci organizoval renomovaný dům David Feldman. Tehdy byl překonán rekord z roku 1996, držený také touto známkou.

## Chybotisk
V roce 1855 vydalo Švédsko své první poštovní známky, sérii 5 známek o nominálních hodnotách 3, 4, 6, 8 a 24 šilinků. Známky v hodnotě tří šilinků byly normálně vytištěny v zelené barvě, žlutou barvou se tiskly známky osmišilinkové. Není přesně známé, jak došlo k chybnému vytištění tříšilinkové žlutou barvou. Známky byly tištěny z tiskových desek obsahujících 100 známkových polí (10×10 polí). Nejpravděpodobnější se tedy jeví varianta, že na osmišilinkové tiskové desce byl jeden štoček zničen nebo se ztratil a byl omylem nahrazen štočkem tříšilinkovým. Není také známý počet takto vytištěných kusů, objeven byl pouze jeden exemplář.   

## Objev a následný osud
Známku objevil v roce 1886 tehdy čtrnáctiletý Georg Wilhelm Backman na půdě statku své babičky Väster Munga Gård nedaleko Västeråsu. Backman ji prodal stockholmskému obchodníkovi s filatelistickým materiálem Heinrichu Lichtensteinovi za 7 švédských korun.
Po několika změnách majitele se známka roku 1894 dostala k významnému sběrateli Philippu von Ferrarymu, který za ni zaplatil 4 000 zlatých florinů. Po Ferraryho smrti připadla jeho sbírka francouzské vládě, která ji zabavila jako součást poválečných reparací a prodala v aukcích během 20. let 20. století.
Dalším významným majitelem byl švédský baron Erik Leijonhufvud, který ji zakoupil v aukci a později prodal Claesi A. Tammovi za 1 500 britských liber. V roce 1928 ji dále odkoupil právník Johan Ramberg za 2 000 liber. Ten si kvůli pochybnostem o pravosti nechal v roce 1931 svědecky potvrdit autenticitu přímo od objevitele Backmana během slyšení v Boråsu.
V roce 1937 koupil známku rumunský král Karel II. za 5 000 liber. Následně ji vlastnil německý sběratel René Berlingen, a v roce 1984 ji prodal v aukci pořádané Davidem Feldmanem za tehdy rekordních 977 500 švýcarských franků. V roce 1990 byla známka prodána za více než milion amerických dolarů a v roce 1996 za 2,5 milionu švýcarských franků.

### Soudní spor Jeana-Clauda Andreho
V roce 2012 podali Jean-Claude Andre a jeho manželka Jane Andre žalobu k britskému Vrchnímu soudu (High Court of Justice), oddělení pro obchodní právo (Chancery Division) proti bance Clydesdale Bank PLC. Tvrdili, že v bance uložili uzamčený kufr, ve kterém se mělo nacházet šest obálek s celkem devíti známkami Treskilling Yellow, spolu s dalšími méně cennými předměty. Andre uvedl, že kufr zůstal netknutý v letech 1986 až 2004, ale když si ho chtěl vyzvednout, zjistil, že zámek byl odstraněn a obálky se známkami zmizely. Filatelistický obchodník David Feldman před soudem vypověděl, že hodnota těchto obálek by činila přibližně 3,7 milionu liber šterlinků. Po dlouhém soudním řízení vydal soud rozsudek dne 31. ledna až 1. února 2013, ve kterém Andreho nárok zamítl. Soud označil Andreho i jeho manželku za nevěrohodné svědky a jejich tvrzení za „naprosto nepravděpodobné“.

## Současnost
Při aukci dne 22. května 2010 byla známka opět prodána v Ženevě. Přesná cena nebyla zveřejněna, ale údajně překročila rekordní sumu z roku 1996, tedy za více než 2,3 mil. USD. Kupcem byla podle dostupných informací mezinárodní skupina investorů, později identifikovaná jako podnikatel Armand Rousso. V květnu 2013 získal tuto výjimečnou známku švédský šlechtic, filatelista a finančník hrabě Gustaf Douglas.

## Známka v kultuře
Tříšilinková žlutá se objevila v několika literárních dílech i filmech. Ve filmové detektivce Charade (1963) sehrála klíčovou roli poštovní známka inspirovaná touto raritou. Objevuje se i v divadelní hře Agathy Christie Spider's Web (1954), kde její vysoká cena slouží jako motiv pro vraždu. Objevila se rovněž v seriálech White Collar nebo Total Drama Action.